# Hilfskrankenhaus Aldenhoven
Das Hilfskrankenhaus Aldenhoven in Aldenhoven im Kreis Düren, Nordrhein-Westfalen, war eins von etwa 160 Hilfskrankenhäusern in Deutschland.
Mit einem Aufwand von damals etwa 3,1 Millionen DM hat die Bundesregierung den zusätzlichen Aufwand für die Räume unter der Realschule finanziert. Das Hilfskrankenhaus wurde im Herbst 1976 eingeweiht. In diesem Objekt waren 400 Krankenbetten trümmer- und strahlungssicher untergebracht. Hinzu kamen 84 Betten für das Personal. Operationsräume, ein Ambulanz- und ein Gipsraum sowie Röntgen-, Labor- und Sterilisierungsräume und eine Küche gehörten ebenfalls zum Krankenhaus. Über einen eigenen Brunnen und eine Notstromversorgung war eine autarke Versorgung sichergestellt. Die Grundausstattung war in Aldenhoven vorhanden. Weiteres Sanitätsmaterial lagerte im etwa 40 km entfernten Vossenack in einer besonderen Halle.
Das Hilfskrankenhaus war dem Krankenhaus St. Elisabeth in Jülich als Stammkrankenhaus angegliedert.
Zu Beginn der 1990er Jahre wurden das Hilfskrankenhaus Aldenhoven und die Lagerhalle in Vossenack aufgelöst. In der ehemaligen Lagerhalle ist heute das Museum Hürtgenwald 1944 untergebracht.
Die Bezirksregierung Köln bemüht sich, die Räumlichkeiten der Gemeinde Aldenhoven zu schenken. Wegen der notwendigen Millioneninvestitionen sieht sich die Gemeinde nicht in der Lage, die Räume zu übernehmen.